# Bigrenica
Bigrenica (cyr. Бигреница) – wieś w Serbii, w okręgu pomorawskim, w gminie Ćuprija. W 2011 roku liczyła 717 mieszkańców.